# Neuffen auf Gemarkungen Neuffen und Kappishäusern
Neuffen auf Gemarkungen Neuffen und Kappishäusern ist ein Landschaftsschutzgebiet (Schutzgebietsnummer 1.16.086) im Landkreis Esslingen. 

## Lage und Beschreibung
Das Schutzgebiet entstand durch Verordnung des Landratsamts Esslingen vom 10. August 1993. Mit dem Inkrafttreten dieser Verordnung traten die Verordnungen des Landratsamts Nürtingen zum Schutz der Landschaftsbestandteile und Landschaftsteile im Landkreis Nürtingen vom 22. Oktober 1942 und des Kulturministeriums Württemberg über das Landschaftsschutzgebiet Erkenbrechtsweiler Berghalbinsel mit Hörnle und Jusi vom 25. Oktober 1939 jeweils für die Teilbereiche, die von der  Landschaftsschutzgebietsverordnung Neuffen auf Gemarkungen Neuffen und Kappishäusern erfasst sind, außer Kraft.
Es handelt sich um zwei Teilgebiete, die die Stadt Neuffen und seinen Stadtteil Kappishäusern vollständig umschließen. Das Gebiet gehört zu den Naturräumen 094-Mittlere Kuppenalb und 101-Mittleres Albvorland innerhalb der naturräumlichen Haupteinheiten 09-Schwäbische Alb und 12-Schwäbisches Keuper-Lias-Land. Das LSG liegt vollständig im Biosphärengebiet Schwäbische Alb, es überschneidet sich mit dem FFH-Gebiet 7422-311-Alb zwischen Jusi und Teck teilweise.

## Schutzzweck
Wesentlicher Schutzzweck ist laut Schutzgebietsverordnung die Erhaltung der Vielfalt, Eigenart und Schönheit an den Flanken des Hohenneuffen und des Jusiberges, den typischen Steilhängen, Hangquellen, Hangbuchenwäldern, Heiden, Weinbergen, ausgedehnten Streuobstbereichen und dem intakten Ufergehölz der Steinach. Diese Gebiete bestimmen den landschaftlichen Charakter und sind mit ihren vielfältigen Grenzstrukturen als Lebensräume für zahlreiche, teilweise selten gewordene Pflanzen- und Tierarten besonders wertvoll. Weitere Schutzzwecke sind die Erhaltung von Erholungsraum für die Allgemeinheit und die Verhinderung der Entstehung weiterer Kleinbauten und Einfriedigungen im Außenbereich.